# Handelsbalans

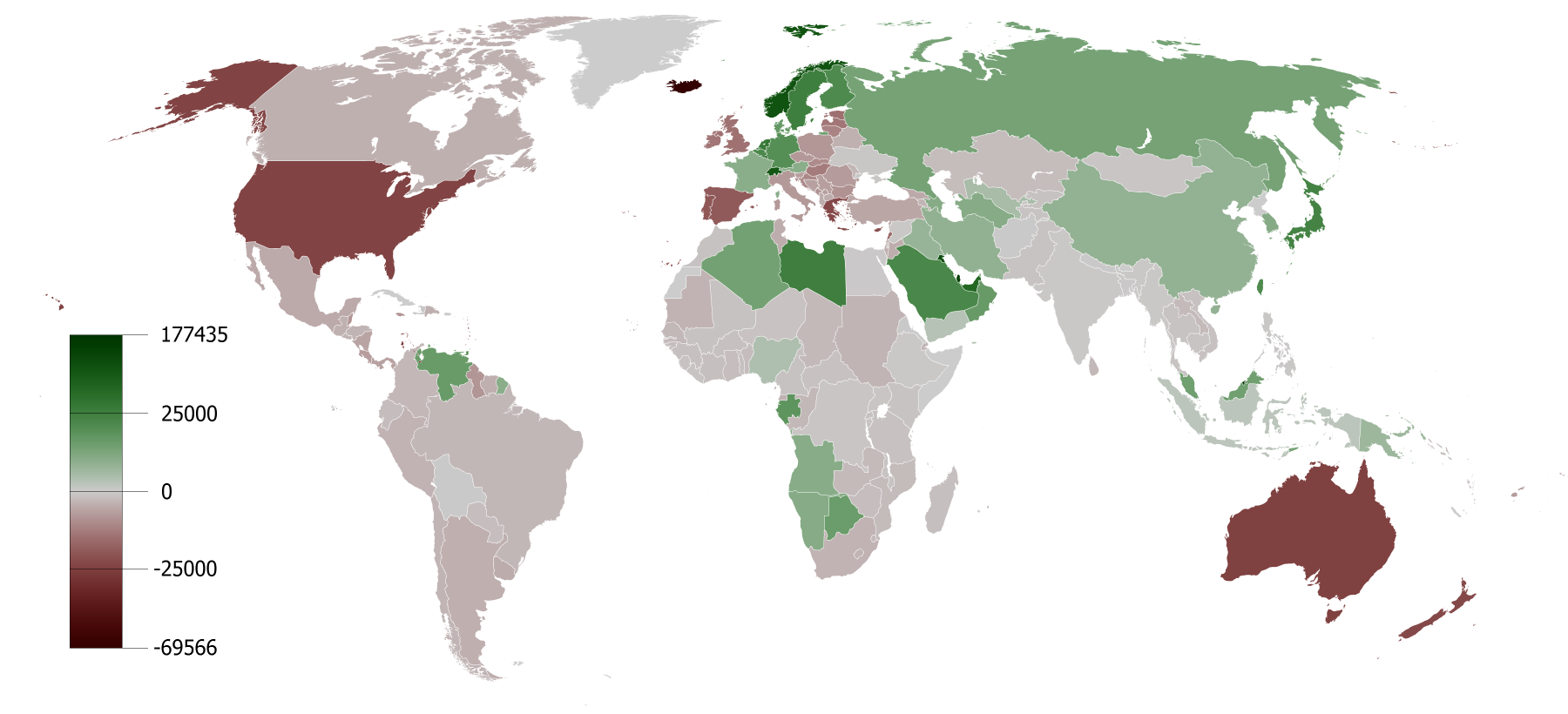
Cumulatief saldo handelsbalans per capita 1980-2008 op basis van gegevens van het Internationaal Monetair Fonds

De handelsbalans is een overzicht van alle goederen of diensten die een land verkoopt (export) aan andere landen en een land koopt (import) van andere landen. Het is een onderdeel van de betalingsbalans van een land. Aan de ontvangstenkant staat de geldwaarde van de export van een land over een bepaalde periode. Aan de uitgavenkant staat de geldwaarde van de import. Het handelsbalanssaldo is het verschil tussen de twee. De handelsbalans vormt meestal het grootste gedeelte van de betalingsbalans.
Het idee dat bilaterale handelstekorten op zichzelf slecht zijn, wordt door handelsdeskundigen en economen massaal verworpen.

## Definitie
Oorspronkelijk werd voor de handelsbalans alleen gekeken naar de geldwaarde van de export en import van goederen, doch naarmate de dienstensector in het totaal van het bruto nationaal product een steeds grotere omvang heeft gekregen, en diensten ook steeds meer grensoverschrijdend zijn geworden, is het de gewoonte geworden om export en import van goederen en diensten bij de opstelling van een handelsbalans samen te voegen. Voor de vraag wat het saldo van een handelsbalans is, maakt het geen verschil of de geldwaarde van een bepaalde export nu veroorzaakt wordt door levering van goederen of door levering van diensten.
Doordat diensten nu ook meetellen op de handelsbalans, draagt nu ook een Nederlandse consultant, bijvoorbeeld, die adviezen geeft aan een buitenlandse klant, bij aan de Nederlandse export. Ook toerisme komt terug op de handelsbalans: wat Nederlandse toeristen in Frankrijk uitgeven, geldt voor de Nederlandse handelsbalans als import, en andersom.

## In balans
De term "balans" kan bij een handelsbalans wellicht verwarring wekken. Bij andere balansen (bijvoorbeeld de balans van een onderneming) is er sprake van een evenwicht waarbij beide zijden van die balans op hetzelfde bedrag uitkomen. Die balans sluit daardoor nooit met een tekort. (Een bedrijf dat verlies lijdt zal dat verlies op de winst- en verliesrekening laten zien, en
een vergelijking van opeenvolgende balansen brengt dat ook aan het licht, maar de balans "op zichzelf beschouwd" is altijd sluitend.)
Bij een handelsbalans is echter nooit sprake van een perfect evenwicht: de situatie dat er even veel wordt geïmporteerd als geëxporteerd zal zich slechts bij toeval voordoen. Er zal dus altijd sprake zijn van een overschot of een tekort.
In een breder kader staan tegenover die overschotten of tekorten altijd tekorten of overschotten op andere onderdelen van de betalingsbalans, met name de financiële rekening (of kapitaalbalans). De betalingsbalans zelf is wel altijd (formeel gesproken) in evenwicht.

## Verenigde Staten en eurozone

### Verenigde Staten

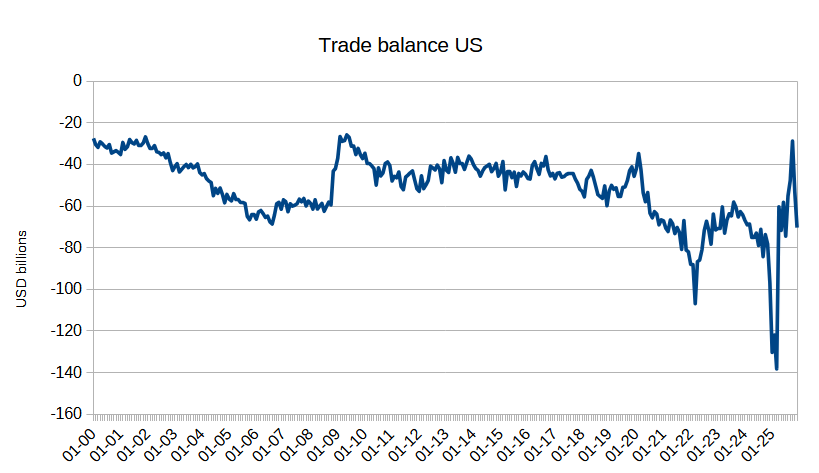
Overzicht van de handelsbalans (in miljarden dollars per maand) van de Verenigde Staten sinds 2000

Die overschotten (en vooral tekorten) kunnen een behoorlijke omvang hebben. De Verenigde Staten hebben aan het begin van de 21e eeuw gestaag toenemende handelsbalanstekorten gekregen, nadat in voorgaande jaren hun handelsbalans overschotten liet zien. Hoewel de externe concurrentiepositie van de Verenigde Staten door de daling van de dollar (ten opzichte van de valuta van een aantal handelspartners, in ieder geval ten opzichte van de euro) is verbeterd, heeft dit geleid tot slechts een bescheiden daling van de maandelijkse tekorten.
Op basis van gegevens van het United States Department of Commerce is de hiernaast gegeven grafiek samengesteld. Daaruit is af te lezen dat in 2006 zich op een niveau van 60 à 70 miljard per maand dollar bevond. Sindsdien is het tekort weer aanzienlijk verminderd, als gevolg van de recessie. In februari 2009 daalde het tekort tot $ 26 miljard.

### Eurozone

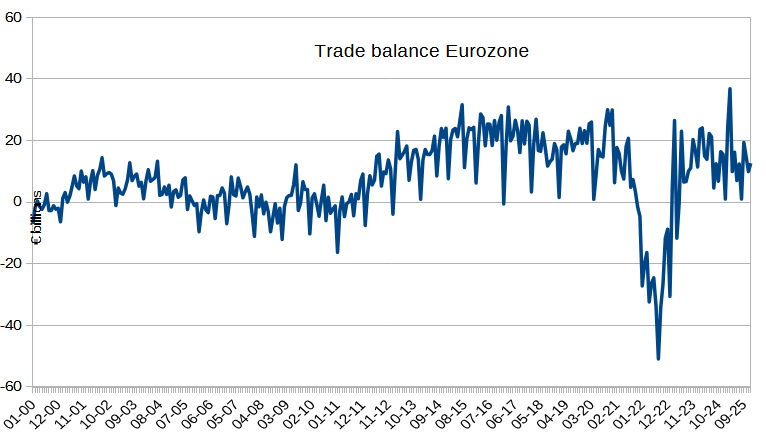
Overzicht van de handelsbalans (in miljarden euro's per maand) van de landen in de eurozone sinds 2000 (bron: Eurostat)

Het saldo van de handelsbalans van het totaal van de landen die de euro gebruiken, gepubliceerd door Eurostat, wisselt, doch is, over een reeks van jaren bezien, positief.
Nederland heeft een chronisch exportoverschot, dat na de invoering van de euro is verdubbeld. De laatste 3 jaren ligt het met ruim 10% van het BBP boven de euronorm van 6%. Via een Macro Imbalance Procedure(MIP) kan Nederland hiermee op het strafbankje belanden van de Europese Commissie.
Het saldo van de handelsbalans van de eurozone sinds 2000 is weergegeven in de figuur hiernaast.

## Economische implicaties
De vraag kan gesteld worden, wat de mogelijke implicaties van een overschot of een tekort zijn. Hoewel dit een onderwerp is waarover onder economen zeer verschillend wordt gedacht, kan in het algemeen gesteld worden dat hierbij ook de (vermoedelijke) oorzaak van dat overschot of dat tekort moet worden betrokken.

### Oorzaken van een disbalans
Een overschot wordt dus (normaliter, en voor het grootste gedeelte) veroorzaakt doordat de export groter is dan de import. Dat kan positief geduid worden (dit land produceert goederen of diensten tegen op de wereldmarkt concurrerende prijzen), maar het kan ook (mede) samenhangen met een tekortschietende binnenlandse consumptieve vraag. Dan zou het eerder als een indicatie van een onvoldoende binnenlandse groei kunnen worden gezien.
Andersom kan een tekort op de handelsbalans voortvloeien uit een groei die in het betreffende land sterker is dan in de handelspartners. Een land dat in ontwikkeling is kan een tekort op de handelsbalans hebben omdat er veel geïnvesteerd wordt in de opbouw van zijn economie. Het idee is dan uiteraard dat dit later rendement gaat opleveren, en de handelsbalans in latere jaren zal verbeteren. Dit heeft zich bijvoorbeeld in een aantal Zuidoost-Aziatische landen voorgedaan.

### Kapitaalbalans
Een tekort op de handelsbalans heeft echter wel als spiegelbeeld een overschot op de kapitaalbalans: als land X over het jaar 2003 een tekort van EUR 10 miljard heeft, zal er voor (ongeveer) dat bedrag aan kapitaalimport plaatsvinden. Dit zal meestal de vorm aannemen dat buitenlandse beleggers aandelen in bedrijven in land X kopen, of obligaties ten laste van die bedrijven, of staatsleningen van de overheid van land X, of in land X gelegen onroerend goed. Die aankoop van obligaties kan ook door centrale banken van andere landen geschieden.
Die beleggingen leiden echter tot een stroom van betalingen van land X naar het buitenland, in de vorm van betaling van dividenden op die aandelen en rente op die obligaties, en huren van onroerend goed. En dat is geld dat wel door de binnenlandse economie van land X moet worden opgebracht, doch niet in land X kan worden uitgegeven, en daarmee (op termijn, en indien een tendens van handelstekorten niet wordt omgebogen) tot een druk op de conjunctuur van land X. Een steeds groter deel van het nationale inkomen zal immers moeten worden besteed aan de betaling van die dividenden, coupons en huren.

### Tegenmaatregelen
Een paper van het National Bureau of Economic Research uit 2018 van economen van het Internationaal Monetair Fonds en de University of California, Berkeley, concludeerde in een studie van 151 landen over de periode 1963-2014 dat het opleggen van tarieven weinig effect had op de handelsbalans.
Indien een land een tekort op zijn handelsbalans wil reduceren, kan een (beheerste) depreciatie of devaluatie van de valuta van dat land daarbij behulpzaam zijn. In dat geval worden goederen en diensten van dat land aantrekkelijker op de wereldmarkt, waardoor de concurrentiepositie verbetert, en de exporten kunnen toenemen. Het duurt echter enige tijd voordat dit soelaas biedt, terwijl het succes van een dergelijke aanpak niet vaststaat. Een structurele onevenwichtigheid tussen importen en exporten, veroorzaakt door verschillen in consumptie- en spaargedrag en het betreffende land respectievelijk diens handelspartners, kan vermoedelijk niet met uitsluitend een dergelijke aanpassing van de wisselkoers worden opgeheven.

### Gevolgen van een tekort
Het idee dat bilaterale handelstekorten op zichzelf slecht zijn, wordt door handelsdeskundigen en economen massaal verworpen.
Indien over een langere periode een handelstekort bestaat, kan dit leiden tot een verslechtering van de netto-vermogenspositie van dat land. Dit kan risico's met zich meebrengen indien, door welke aanleiding dan ook, er plotseling op de internationale financiële markten twijfel ontstaat aan het vermogen van dat land om (op lange termijn) aan zijn verplichtingen te voldoen. Er zou dan een "vlucht" kunnen ontstaan, waarbij elke marktpartij (zoals banken en institutionele beleggers) zo snel mogelijk zijn in die valuta luidende beleggingen wenst te verkopen. Een dergelijke onevenwichtige markt zou kunnen leiden tot een scherpe daling van de koers van de betreffende valuta, hetgeen zou kunnen leiden tot een sterke renteverhoging. Dit zou alsdan een negatief effect op de conjunctuur in het betreffende land hebben, met mogelijk "uitstralingseffecten" op de mondiale conjunctuur. Tevens zou de internationale handel geschaad kunnen worden. Naarmate een bestaand patroon van handelsbalansonevenwichtigheden langer blijft bestaan, neemt de kans op een dergelijk negatief scenario toe. De omvang van het Amerikaanse handelstekort heeft bijvoorbeeld geleid tot talrijke waarschuwingen, onder meer van het IMF. Doch op basis van zowel historische als recente gegevens kan geconstateerd worden dat het een geruime tijd kan duren voordat het tot acute problemen leidt.
Volgens Carla Norrlöf zijn er drie belangrijke voordelen van handelstekorten voor de Verenigde Staten:
1. Grotere consumptie dan productie: de VS profiteert van de betere kant van de overeenkomst door meer te consumeren dan te produceren.
2. Het gebruik van efficiënt geproduceerde, in het buitenland geproduceerde halffabricaten is productiviteitsverhogend voor Amerikaanse bedrijven: de VS maakt het meest effectieve gebruik van de wereldwijde arbeidsverdeling.
3. Een grote markt waarop andere landen afhankelijk zijn voor hun export versterkt de onderhandelingspositie van de VS in handelsonderhandelingen.

## Actueel handelsbalanssaldo 2011
De onderstaande tabel toont een top dertig lijst van de landen met het grootste handelsbalansoverschot en de landen met het grootste handelsbalanstekort in het jaar 2011 (de getallen staan voor de nominale export en import in miljoenen US-Dollar).
| Rang | Land                         | Overschot (2011) |
| ---- | ---------------------------- | ---------------- |
| 1.   | Saoedi-Arabië                | 252.756          |
| 2.   | Duitsland                    | 219.938          |
| 3.   | Rusland                      | 198.760          |
| 4.   | China                        | 155.142          |
| 5.   | Verenigde Arabische Emiraten | 80.000           |
| 6.   | Koeweit                      | 72.800           |
| 7.   | Qatar                        | 72.000           |
| 8.   | Noorwegen                    | 67.982           |
| 9.   | Nigeria                      | 64.000           |
| 10.  | Nederland                    | 63.145           |
| 11.  | Iran                         | 63.000           |
| 12.  | Ierland                      | 60.786           |
| 13.  | Kazachstan                   | 50.079           |
| 14.  | Venezuela                    | 45.002           |
| 15.  | Angola                       | 44.500           |
| 16.  | Singapore                    | 43.733           |
| 17.  | Maleisië                     | 39.329           |
| 18.  | Zuid-Korea                   | 30.801           |
| 19.  | Irak                         | 29.300           |
| 20.  | Australië                    | 27.404           |
| 21.  | Zwitserland                  | 26.947           |
| 22.  | Algerije                     | 26.937           |
| 23.  | Taiwan                       | 26.819           |
| 24.  | Azerbeidzjan                 | 25.600           |
| 25.  | Indonesië                    | 25.117           |
| 26.  | Oman                         | 22.900           |
| 27.  | Brazilië                     | 19.169           |
| 28.  | Denemarken                   | 15.546           |
| 29.  | België                       | 15.510           |
| 30.  | Libië                        | 12.500           |

| Rang | Land                   | Tekort (2011) |
| ---- | ---------------------- | ------------- |
| 1.   | Verenigde Staten       | -784.775      |
| 2.   | Verenigd Koninkrijk    | -162.973      |
| 3.   | India                  | -154.401      |
| 4.   | Frankrijk              | -117.676      |
| 5.   | Turkije                | -105.862      |
| 6.   | Spanje                 | -64.691       |
| 7.   | Hongkong               | -55.630       |
| 8.   | Italië                 | -33.872       |
| 9.   | Japan                  | -31.593       |
| 10.  | Egypte                 | -28.375       |
| 11.  | Griekenland            | -27.773       |
| 12.  | Zuid-Afrika            | -24.684       |
| 13.  | Marokko                | -22.950       |
| 14.  | Portugal               | -21.226       |
| 15.  | Polen                  | -20.271       |
| 16.  | Pakistan               | -18.250       |
| 17.  | Filipijnen             | -15.968       |
| 18.  | Libanon                | -15.086       |
| 19.  | Australië              | -14.134       |
| 20.  | Roemenië               | -13.532       |
| 21.  | Oostenrijk             | -12.408       |
| 22.  | Bangladesh             | -11.798       |
| 23.  | Mexico                 | -11.391       |
| 24.  | Jordanië               | -10.338       |
| 25.  | Canada                 | -10.268       |
| 26.  | Vietnam                | -9.844        |
| 27.  | Sri Lanka              | -9.700        |
| 28.  | Israël                 | -9.470        |
| 29.  | Kenia                  | -9.026        |
| 30.  | Dominicaanse Republiek | -9.000        |

## Voetnoten
1. 1 2  Gramer, Robbie, Economists Take Aim at Trump Trade Theory – Again. Foreign Policy (magazine) (6 March 2017). Geraadpleegd op 12 March 2017.
2. 1 2  "Analysis: Trump rails against trade deficit, but economists say there's no easy way for him to make it go away". Geraadpleegd op 12 March 2017.
3. 1 2  (en) "Trump warns of trade deficits. Economists say, who cares?", Public Radio International. Geraadpleegd op 17 oktober 2017.
4. 1 2  Trade Balances. www.igmchicago.org. Geraadpleegd op 27 oktober 2017.
5. 1 2  (en) "What Is the Trade Deficit?", The New York Times, 9 juni 2018. Geraadpleegd op 10 juni 2018.
6. ↑  (en)  U.S. Economy: Trade Gap Narrows to 9-Year Low as Imports Plunge
7. ↑  Onevenwichtigheden in de EU vereisen aanpak . Gearchiveerd op 26 juni 2022.
8. ↑  Dit is het externe saldo van alle landen van de eurozone gezamenlijk; binnen de eurozone hebben individuele landen ook een handelsbalans overschot of -tekort.
9. ↑  Furceri, Davide, Hannan, Swarnali A, Ostry, Jonathan D, Rose, Andrew K (2018). Macroeconomic Consequences of Tariffs Working Paper Series. DOI: 10.3386/w25402.
10. ↑  In dit verband is opmerkelijk dat de depreciatie van de Amerikaanse dollar ten opzichte van de euro (en in mindere mate ten opzichte van andere valuta) sinds circa 2002 niet heeft geleid tot een daling van het tekort op de Amerikaanse handelsbalans. Als oorzaken hiervan worden onder meer genoemd: de mate waarin Amerikaanse producenten inmiddels hun productie naar lage-lonenlanden hebben verplaatst en de gestegen prijs van geïmporteerde olie. De daling van de tekorten sedert eind 2008 is overigens toe te schrijven aan de recessie in de VS die in die tijd optrad, als gevolg van de kredietcrisis.
11. ↑  Zie bijvoorbeeld de World Economic Outlook van het IMF, september 2006, Executive Summary, p. xiv: "However, there remains some risk of a disorderly adjustment, which could impose heavy costs on the global economy."
12. ↑  VPRO-documentaire 'De dag dat de dollar valt'
13. ↑  Norrlof, Carla (2010). America's Global Advantage: US Hegemony and International Cooperation. Cambridge University Press, Cambridge. DOI:10.1017/cbo9780511676406, pp. 89. ISBN 978-0-521-76543-5.
14. 1 2  World Trade Organization: International trade statistics 2011. Gearchiveerd op 10 juli 2022.